# Actinernoidea
Super-famille
Les Actinernoidea sont une super-famille d'anémones de mer de l'ordre des Actiniaria.

## Liste des familles
Selon World Register of Marine Species (12 janvier 2023) :
- Actinernidae Stephenson, 1922
- Halcuriidae Carlgren, 1918 (1897)

## Systématique
Le nom valide complet (avec auteur) de ce taxon est Actinernoidea Stephenson, 1922.
Actinernoidea a pour synonyme :
- Endocoelantheae Carlgren, 1925